# Kombinat Industriewaren Rathenow
Der VEB Kombinat Industriewaren Rathenow war ein Kombinat in der Deutschen Demokratischen Republik.
Die Betriebe des Kombinats stellten verschiedene Produkte aus unterschiedlichen Erzeugnisgruppen her. Das Kombinat wurde über den Stammbetrieb VEB Ofen- und Herdbau Rathenow geleitet, der rund 600 Menschen beschäftigte und bis 1990 rund 150.000 Dauerbrandöfen produzierte. Mit der Eisenhütte Ortrand wurde 1986 zudem ein Hersteller von Gusserzeugnissen für den Ofenbau in das Kombinat überführt. In diesem Zuge wurde hierfür der VEB Kunstschmiede Neuruppin aus dem Kombinat ausgegliedert. Dieser war ein verhältnismäßig kleiner Betrieb, in dem unter anderem Kochgefäße und Leuchter hergestellt wurden. Weiterhin wurden im Kombinat Lederwaren, Kerzen, Zeichenkohle, Blumentöpfe sowie Hubwagen produziert.
Das Kombinat unterstand dem Rat des Bezirkes Potsdam. Weitere bezirksgeleitete Kombinate sind in der Liste von Kombinaten der DDR aufgeführt.
Im Zuge der Wende und der anschließenden Wiedervereinigung wurde das Kombinat 1990 aufgelöst und seine Betriebe wurden privatisiert.

## Zugehörige Betriebe
Zum Kombinat gehörten zuletzt die folgenden Betriebe: 
- VEB Ofen- und Herdbau Rathenow (OHRA); (Stammbetrieb)
- VEB Eisenhütte Ortrand; (bis 1986 Teil der GISAG)
- VEB Kerzenherstellung Dallgow
- VEB Kleinlederwaren Belzig
- VEB Kunstschmiede Neuruppin; (ab 1986 Teil des Kombinats Feuerlöschgeräte Neuruppin)
- VEB Leder- und Plastverarbeitung Rathenow
- VEB Maschinen- und Gerätebau Brandenburg
- VEB Metallverarbeitung Hohen Neuendorf
- VEB Michendorfer Lederwaren
- VEB Schreibgeräte Neuruppin; (ab 1984 Teil des Kombinats Musikinstrumente[5])
- VEB Tonwaren Glindow
- VEB Wittstocker Holzdestillation